# Abraxas triseriaria
Abraxas triseriaria is een vlinder uit de familie van de spanners (Geometridae). De wetenschappelijke naam van de soort is voor het eerst geldig gepubliceerd in 1855 door Gottlieb August Wilhelm Herrich-Schäffer.